# 多包絛蟲
多包絛蟲（學名：Echinococcus multilocularis），成蟲體長1~5 mm，主要分布在北半球。其中間宿主是鼠類，最終宿主是犬科動物，但當人類接觸到受汙染的土壤或糞便時，有可能被傳染。

## 生活史

### 在人體內的發育
蟲卵在人體孵化成成蟲後，會寄生在肝臟，製造蜂巢狀的囊包並在內部繁殖。由於人類非其正確宿主，因此多包絛蟲无法在人體內發育成熟，只能以幼蟲的姿態不斷增加數量。在感染初期通常不會有任何症狀，但十年左右後，隨著幼蟲數量的增加，肝臟的囊包也會變得越來越大，導致肝臟內部的血管或膽管受到擠壓而影響功能。在病症末期，除了肝功能受到影響外，幼蟲有可能會因囊包破裂隨著血流轉移到身體各個臟器。
要清除體內的多包絛蟲只能依靠手術，但病患察覺異狀時，通常絛蟲幼蟲都已增值並擴散，因此多達90%的感染者都會死亡。

## 外部連結
- Echinococcus（页面存档备份，存于）